# Ulica Romualda Mielczarskiego w Kielcach
Ulica Romualda Mielczarskiego – jedna z ulic w Kielcach.

## Przebieg
Ulica Mielczarskiego zaczyna się na dwupoziomowym skrzyżowaniu z ul. Krakowską. Później krzyżuje się m.in. z ulicami Karczówkowską i Grunwaldzką (DW786). Kończy się na skrzyżowaniu z ul. 1 Maja.
Ulica Mielczarskiego na całym swym przebiegu równoległa jest do linii kolejowej nr 8 oraz drogi wojewódzkiej nr 762 (ulice Armii Krajowej, Żelazna oraz P. Gosiewskiego).

## Historia
Ulica wcześniej zwana była ulicą Młynarską, która wzięła się od największego kieleckiego młyna zlokalizowanego w okolicy (wybudowanego w 1926 roku, obecnie znajduje się pod wiaduktami ulicy Krakowskiej). Pełniła ona funkcję łącznika między ulicami 1 Maja i Krakowską, którą pełniła do momentu utworzenia alternatywy po drugiej stronie torów kolejowych. Miała ona i ma do dzisiaj charakter gospodarczo-przemysłowy. Obecną nazwę zawdzięcza Romualdowi Mielczarskiemu, czyli jednego z ważniejszych propagatorów idei spółdzielczości spożywców.
Na boisku położonym przy ul. Mielczarskiego swój pierwszy oficjalny mecz rozegrała Korona Kielce.
W 2007 roku na ul. Mielczarskiego zostało przeniesione targowisko miejskie, które wcześniej znajdowało się na rogu ulic Piekoszowskiej i Opalińskiej. W tym miejscu istniało przez 16 lat, kiedy to teren, na którym znajduje się targowisko przypadło Wojskom Obrony Terytorialnej, w związku z czym wróciło ono do swojej pierwotnej lokalizacji.

## Ważniejsze obiekty przy ul. Mielczarskiego
- Fabryka WSP "Społem" Kielce, w której wytwarzany jest od 1959 roku Majonez Kielecki[5]
- Kościół Niepokalanego Serca NMP w Kielcach, który wybudowany został w 1947 roku i należy do dekanatu Kielce-Zachód diecezji kieleckiej
- Zakłady kieleckiej "Iskry"[6]

## Komunikacja miejska
Na ulicy Mielczarskiego znajdują się 2 przystanki (pomiędzy ulicami Grunwaldzką i Karczówkowską), które obsługiwane są przez 2 linie (28 i 108).